# Поиск в глубину
Поиск в глубину (англ. Depth-first search, DFS) — один из методов обхода графа. Стратегия поиска в глубину, как и следует из названия, состоит в том, чтобы идти «вглубь» графа, насколько это возможно. Алгоритм поиска описывается рекурсивно: перебираем все исходящие из рассматриваемой вершины рёбра. Если ребро ведёт в вершину, которая не была рассмотрена ранее, то запускаем алгоритм от этой нерассмотренной вершины, а после возвращаемся и продолжаем перебирать рёбра. Возврат происходит в том случае, если в рассматриваемой вершине не осталось рёбер, которые ведут в нерассмотренную вершину. Если после завершения алгоритма не все вершины были рассмотрены, то необходимо запустить алгоритм от одной из нерассмотренных вершин.

## Алгоритм поиска в глубину
Пусть задан граф {\displaystyle G=(V,E)}, где {\displaystyle V} — множество вершин графа, {\displaystyle E} — множество ребер графа. Предположим, что в начальный момент времени все вершины графа окрашены в белый цвет. Выполним следующие действия:
1. Пройдём по всем вершинам {\displaystyle v\in V}.
  - Если вершина {\displaystyle v} белая, выполним для неё DFS(v).

Процедура DFS (параметр — вершина {\displaystyle u\in V})
1. Перекрашиваем вершину {\displaystyle u} в серый цвет.
2. Для всякой вершины {\displaystyle w}, смежной с вершиной {\displaystyle u} и окрашенной в белый цвет, рекурсивно выполняем процедуру DFS(w)[2].
3. Перекрашиваем вершину {\displaystyle u} в чёрный цвет.

Часто используют двухцветные метки — без серого, на 1-м шаге красят сразу в чёрный цвет.

### Нерекурсивные варианты
На больших графах поиск в глубину серьёзно нагружает стек вызовов. Если есть риск переполнения стека, используют нерекурсивные варианты поиска.
Первый вариант, простейший, но дающий немалый объём стека — до |E|.
1. Кладём в стек первую вершину.
2. Пока стек не пуст, берём верхнюю вершину, не извлекая.
  1. Если вершина белая…
    1. Красим в серый цвет.
    2. Кладём в стек всех её белых соседок в порядке, обратном порядку обхода (если таковой важен).

  2. Если вершина серая, красим в чёрный и извлекаем.
  3. Если вершина чёрная, просто извлекаем.

Если хватает двухцветных меток…
1. Кладём в стек первую вершину.
2. Пока стек не пуст, извлекаем верхнюю вершину. Если она белая…
  1. Красим в чёрный цвет.
  2. Кладём в стек всех её белых соседок в порядке, обратном порядку обхода.

Второй вариант: можно представить стек вызова программно: для каждой из серых вершин в стеке будет храниться её номер {\displaystyle u} и номер текущей смежной вершины {\displaystyle w}.
Процедура DFS (параметр — вершина {\displaystyle u\in V})
1. Кладём в стек пару {\displaystyle (u,\varnothing )}. Перекрашиваем вершину {\displaystyle u} в серый цвет.
2. Пока стек не пуст…
  1. Берём верхнюю пару {\displaystyle (v,w)}, не извлекая её из стека.
  2. Находим вершину {\displaystyle w'}, смежную с {\displaystyle v} и следующую за {\displaystyle w}.
    1. Если таковой нет, извлекаем {\displaystyle (v,w)} из стека, перекрашиваем вершину {\displaystyle v} в чёрный цвет.
    2. В противном случае присваиваем {\displaystyle w:=w'}, прямо в стеке.
      - Если к тому же вершина {\displaystyle w'} белая, кладём на стек пару {\displaystyle (w',\varnothing )}, перекрашиваем {\displaystyle w'} в серый цвет.

Третий вариант: можно в каждой из «серых» вершин держать текущее {\displaystyle w} и указатель на предыдущую (ту, из которой пришли).

## Поиск в глубину с метками времени. Классификация рёбер
Для каждой из вершин установим два числа — «время» входа {\displaystyle entry[u]} и «время» выхода {\displaystyle leave[u]}.
Модифицируем процедуру DFS так.
1. Увеличиваем «текущее время» на 1. {\displaystyle entry[u]:=t}.
2. Перекрашиваем вершину {\displaystyle u} в серый цвет.
3. Для всякой вершины {\displaystyle v}, смежной с вершиной {\displaystyle u} и окрашенной в белый цвет, выполняем процедуру DFS(v).
4. Перекрашиваем вершину {\displaystyle u} в чёрный цвет.
5. Увеличиваем «текущее время» на 1. {\displaystyle leave[u]:=t}.

Считаем, что граф ориентированный. Очевидно, для любой вершины, из которой мы не вышли в момент t, {\displaystyle entry[u]\leqslant t<leave[u]}. Также невозможно скрёстное неравенство: {\displaystyle entry[u]<entry[v]<leave[u]<leave[v]}. Просматриваемые на шаге 3 дуги u→v могут быть:
- {\displaystyle entry[u]<t+1\equiv entry[v]<leave[v]<leave[u]}. В момент выполнения шага 3 (обозначенный как t) вершина v белая. В таком случае мы для вершины v исполняем DFS, а дуга называется дугой дерева поиска.
- {\displaystyle entry[u]<entry[v]<leave[v]\leqslant t<leave[u]}. В момент t вершина v чёрная, сравнение entry говорит, что в v попали из u. Такая дуга называется прямой.
- {\displaystyle entry[v]<leave[v]<entry[u]\leqslant t<leave[u]}. В момент t вершина v также чёрная, но сравнение entry говорит, что в v попали в обход u. Такая дуга называется перекрёстной.
- {\displaystyle entry[v]<entry[u]\leqslant t<leave[u]<leave[v]}. В момент t вершина v серая, то есть в u попали из v. Имеем дело с обратной дугой.

Рёбра неориентированного графа могут быть рёбрами дерева и обратными, но не прямыми и перекрёстными. Чтобы различать рёбра неориентированного графа, достаточно указанных выше трёх- или двухцветных отметок. Ребро, идущее в белую вершину,— ребро дерева. В серую (чёрную в двухцветном варианте) — обратное. В чёрную — такого не бывает.
Алгоритм Косарайю требует сортировки вершин в обратном порядке по времени выхода. Метка входа и типы рёбер нужны в алгоритмах поиска точек сочленения и мостов. Метки выхода в обратном порядке — топологический порядок вершин.

## Применение
Поиск в глубину ограниченно применяется как собственно поиск, чаще всего на древовидных структурах: когда расстояние между точками мало́, поиск в глубину может «плутать» где-то далеко.
Зато поиск в глубину — хороший инструмент для исследования топологических свойств графов. Например:
- В качестве подпрограммы в алгоритмах поиска одно- и двусвязных компонент.
- В топологической сортировке.
- Для поиска точек сочленения, мостов.
- Для преобразования синтаксического дерева в строку (любую: префиксную, инфиксную, обратную польскую).
- В различных расчётах на графах. Например, как часть алгоритма Диница поиска максимального потока.

Поиск в глубину — естественный выбор, когда агент (человек или робот) физически ходит по лабиринту и видит то, что непосредственно рядом с ним. «Правило левой руки» (идти, ведя левой рукой по стенке) будет поиском в глубину, если лабиринт древовидный (нет кружных путей). Если же кружные пути есть, дополнительно нужна нить Ариадны: разматывать клубок и разворачиваться, когда наткнулся на свою нитку. Для экономии нитки можно сматывать её, когда идёшь назад, ведь, как сказано выше, на неориентированном графе все вершины-препятствия серые.